# Portada/article juny 30

## Teorema del cosinus
En trigonometria, el teorema del cosinus és una identitat, referida a un triangle qualsevol, que relaciona les longituds dels seus costats amb el cosinus d'un dels seus angles.
El teorema del cosinus generalitza el teorema de Pitàgores, el qual només es compleix pel cas de triangles rectangles. És útil per a calcular el tercer costat d'un triangle quan es coneixen dos costats i l'angle inclòs, i per a calcular els angles d'un triangle quan se'n coneixen els tres costats.